# 花にけだもの
『花にけだもの』（はなにけだもの）は、杉山美和子による日本の漫画作品。サブタイトルは「愛しくてたまらない」。『Sho-Comi』（小学館）にて、2010年17号から2012年23号まで掲載された。杉山美和子が『Sho-Comi』へ移籍後、第2作目の連載漫画（前作は『嘘つきくすりゆび』）。
熊倉久実は「熊（くま）」、柿木園豹は「豹（ひょう）」、日吉竜生は「竜（りゅう）」、和泉千隼は「隼（はやぶさ）」、大神カンナは苗字の大神から「オオカミ」など、メインの登場人物の名前には全て動物（けだもの）に関する漢字が入っている。
また、作中で登場する“蓮高”とスクールリングの“ジンクス”は、前作『嘘つきくすりゆび』の物語の舞台となった高校とそのジンクスと同じものである。
2012年3月、「全国書店員が選んだおすすめコミック2012」に10位にランクインした。
同年10月、『花にけだもの 〜僕らのはじめて〜』としてノベライズが刊行され、既刊8巻までの単行本累計発行部数は100万部を突破している。
2017年、dTVとFODにて実写ドラマ化。

## あらすじ
主人公熊倉久実は、下見をするために新しい転校先の学校“蓮高”へ訪れる。そこで出会ったのは王子様のようにカッコ良くて優しい人、柿木園豹だった。ところが豹は学校では超有名なプレイボーイで全校女子生徒の憧れの人物。そんなことを知らない久実は豹の本性を知らず、瞬く間に恋に落ちファースト・キスを捧げてしまう。豹の本性を知った久実は傷ついてしまうが、豹を好きだという気持ちは簡単には消えなかった。

## 登場人物
熊倉久実（くまくら くみ）
声 - 花守ゆみり / 演 - 中村ゆりか
主人公。通称は「キュー」。小さいころから転校・引越しを繰り返している。素直で純情な性格の女の子で、転校先の高校で出会った豹の本性を知らずに恋してしまう。母の形見のくまのキーホルダーを何より大切にしている。
柿木園豹（かきぞの ひょう）
声 - 八代拓 / 演 - 杉野遥亮
久実が恋している少年。蓮高の“好きな人とスクールリングを交換すると恋が叶う”というジンクスから、全校女子生徒200人中199人のスクールリングをもらったプレイボーイ。久実の素直で純情なところに惹かれていく。
日吉竜生（ひよし たつき）
声 - 山谷祥生 / 演 - 甲斐翔真
転校した先でなかなか友達が出来なかった久実の最初の友達。明るい性格で、豹の友達でもある。実家は保育園を運営しており、子供の世話をよくしている。カンナに片想いをしている。
和泉千隼（いずみ ちはや）
声 - 梅原裕一郎 / 演 - 松尾太陽（超特急）
竜生とは幼馴染で、豹とカンナとは中学生のころからの友達。クールで無口だが優しい性格。3人の姉がいる。あるデートをきっかけに久実に惹かれてゆく。
大神カンナ（おおがみ カンナ）
声 - 東城日沙子 / 演 - 入山杏奈（AKB48）
クールで謎の多い美少女。色々な噂が飛び交い誰も近寄らなかったが、久実だけが友達になろうと話しかける。とあることで久実と意気投合、徐々に心を開いていく。

## 書誌情報

### コミックス
- 花にけだもの（全10巻）

1. 2010年12月24日発売、ISBN 978-4-09-133529-6
2. 2011年3月25日発売、ISBN 978-4-09-133687-3
3. 2011年7月26日発売、ISBN 978-4-09-134042-9
4. 2011年10月26日発売、ISBN 978-4-09-134138-9
5. 2012年1月26日発売、ISBN 978-4-09-134027-6
6. 2012年4月26日発売、ISBN 978-4-09-134514-1
7. 2012年7月26日発売、ISBN 978-4-09-134627-8
8. 2012年10月26日発売、ISBN 978-4-09-134408-3
9. 2013年1月25日発売、ISBN 978-4-09-134846-3
10. 2013年5月24日発売、ISBN 978-4-09-135189-0

- 花にけだもの―蓮高卒業アルバム(永久保存版メモリアル・イラスト集)

2013年2月22日発売、ISBN 978-4-09-199033-4
- 花にけだもの 〜ヰタ セクスアリス〜（全1巻）

2018年8月24日発売、ISBN 978-4-09-870137-7

### 番外編
- 花にけだもの プロローグ（2010年『Sho-Comi』増刊8月15日号）
- 花にけだもの 番外編 〜Case竜生〜（2011年『Sho-Comi』本誌5号・別冊付録）
- 花にけだもの 番外編 〜Case千隼〜（2011年『Sho-Comi』増刊4月15日号）
- 花にけだもの 番外編 〜千隼のシークレットX'mas〜（2011年『Sho-Comi』増刊12月15日号）
- 花にけだもの 番外編 〜部活男子 竜生〜（2012年『Sho-Comi』本誌5号・別冊付録）
- 花にけだもの 番外編 〜オレ降!新装版発売SP〜（2012年『Sho-Comi』増刊8月15日号）

### ノベライズ
- 花にけだもの -僕らのはじめて-（高瀬ゆのか 著）

2012年10月26日発売、ISBN 978-4-09-134833-3
- 花にけだもの2 -僕らのゆくえ-（高瀬ゆのか 著）

2013年1月25日発売、ISBN 978-4-09-135148-7
- 花にけだもの3 -僕らのみらい-（高瀬ゆのか 著）

2013年5月24日発売、ISBN 978-4-09-135346-7
- 花にけだもの （実写ドラマ ノベライズ）（橋口いくよ 著）

2018年8月24日発売、ISBN 978-4-09-231255-5
- 花にけだもの Second Season （実写ドラマ ノベライズ）（橋口いくよ 著）

2019年4月24日発売、ISBN 978-4-09-231256-2

## ムービーコミック

### 本編
2016年8月1日より漫画に音声や特殊効果を加えたムービーコミックがdTVにて配信。
- 主題歌：SKY-HI『ナナイロホリデー』
- 挿入歌：みみめめMIMI『たからもの』

### ヰタ セクスアリス
2019年3月20日より「ヰタ セクスアリス」編のムービーコミック第2弾がdTVにて配信。
- 主題歌：崎山つばさ『スノーギフト』(avex trax)

## 実写ドラマ
「dTV×FOD共同製作ドラマ」として実写ドラマ化され、dTVおよびFODにて2017年10月30日から2018年1月1日まで毎週月曜日に配信、フジテレビの「ブレイクマンデー24」枠で2018年4月24日から6月26日まで火曜0時55分 - 1時25分（月曜深夜）に地上波放送された。全10話。大谷健太郎と宮脇亮が監督を務め、主演は中村ゆりか。
本作品はSho-Comi創刊50周年記念事業として製作された。2017年9月18日に実写ドラマ化が発表された。
2年半後を描いた続編『花にけだもの〜Second Season〜』が「dTV×FOD共同製作ドラマ」としてdTVおよびFODにて2019年3月23日から4月20日まで毎週土曜日に配信、フジテレビの「ブレイクマンデー24」枠で2019年8月27日から9月24日まで火曜0時55分 - 1時25分（月曜深夜）に地上波放送されていた。全5話。

### キャスト
シーズン共通
- 熊倉久実 - 中村ゆりか
- 柿木園豹 - 杉野遥亮
- 和泉千隼 - 松尾太陽（超特急）
- 日吉竜生 - 甲斐翔真
- 大神カンナ - 入山杏奈（AKB48）
- 狐坂寿美礼 - 吉田志織
- 芳子 - みやなおこ

花にけだもの
- 和泉つぐみ - 天木じゅん
- 和泉千鶴 - 黒田絢子

花にけだもの〜Second Season〜
- 芦田俊（あしだしゅん） - 稲葉友
- 北島瑞樹（きたじまみずき） - 篠田麻里子
- 橘真人（たちばなまこと） - 青柳翔

### スタッフ
- 主題歌 - Da-iCE「わるぐち」（『花にけだもの』）、「一生のお願い」（『花にけだもの〜Second Season〜』）
- 原作 - 杉山美和子『花にけだもの』(小学館『Sho-Comiフラワーコミックス』)
- 監督 - 大谷健太郎、宮脇亮
- 脚本 - 松本美弥子
- 音楽 - 吉俣良
- 企画 - 清水一幸（フジテレビジョン）、上田徳浩（エイベックス通信放送）
- プロデュース - 清水一幸（フジテレビジョン）（『花にけだもの』）、鈴木健太郎（エイベックス通信放送）
- プロデューサー - 高石明彦（The icon）、木村綾乃（The icon）（『花にけだもの〜Second Season〜』）、中島章博（エイベックス通信放送）（『花にけだもの〜Second Season〜』）
- 制作協力 - The icon
- 製作著作 - エイベックス通信放送、フジテレビジョン

### 配信・放送日程
花にけだもの
| 配信回 | 配信日         | 放送日         | サブタイトル             | 監督       |
| ------ | -------------- | -------------- | ------------------------ | ---------- |
| 第1話  | 2017年10月30日 | 2018年04月24日 | 友達に戻れないキス       | 大谷健太郎 |
| 第2話  | 11月06日       | 5月01日        | 「好き」って言いたくない | 大谷健太郎 |
| 第3話  | 11月13日       | 5月08日        | 恋のみがわり             | 大谷健太郎 |
| 第4話  | 11月20日       | 5月15日        | 恋と嘘と涙のわけ         | 大谷健太郎 |
| 第5話  | 11月27日       | 5月22日        | 抑えきれない、『好き』   | 大谷健太郎 |
| 第6話  | 12月04日       | 5月29日        | ともだちのヒミツ         | 宮脇亮     |
| 第7話  | 12月11日       | 6月05日        | もう恋はしない           | 大谷健太郎 |
| 第8話  | 12月18日       | 6月12日        | 恋をかけて走る           | 大谷健太郎 |
| 第9話  | 12月25日       | 6月19日        | 関係ない、関係なくない   | 大谷健太郎 |
| 第10話 | 2018年01月01日 | 6月26日        | 私、恋をしてよかった     | 大谷健太郎 |

花にけだもの〜Second Season〜
| 配信回 | 配信日         | 放送日         | サブタイトル               | 監督 |
| ------ | -------------- | -------------- | -------------------------- | ---- |
| 第1話  | 2019年03月23日 | 2019年08月27日 | 好きだから、近くにいたい   |      |
| 第2話  | 3月30日        | 09月03日       | 言わなきゃ！でも、言えない |      |
| 第3話  | 4月06日        | 09月10日       | 一緒にいる意味             |      |
| 第4話  | 4月13日        | 09月17日       | もう一度、会って話したい   |      |
| 第5話  | 4月20日        | 09月24日       | きっと、ずっと、大好きな人 |      |